# Kanton Saint-Sauveur-en-Puisaye
Der Kanton Saint-Sauveur-en-Puisaye war bis 2015 ein französischer Wahlkreis im Arrondissement Auxerre, im Département Yonne und in der Region Burgund; sein Hauptort war Saint-Sauveur-en-Puisaye. Vertreter im Generalrat des Départements war von 1982 bis 2008 Gérard Morisset (UDF). Ihm folgte Jean Massé (DVG) nach. 

## Gemeinden
Der Kanton bestand aus zehn Gemeinden:
| Gemeinde                 | Einwohner Jahr | Fläche km² | Bevölkerungsdichte | Code INSEE | Postleitzahl |
| ------------------------ | -------------- | ---------- | ------------------ | ---------- | ------------ |
| Fontenoy                 | 306 (2013)     | 15,9       | 19 Einw./km²       | 89179      | 89520        |
| Lainsecq                 | 341 (2013)     | 25         | 13 Einw./km²       | 89216      | 89520        |
| Moutiers-en-Puisaye      | 281 (2013)     | 31,42      | 9 Einw./km²        | 89273      | 89520        |
| Sainpuits                | 318 (2013)     | 22,84      | 14 Einw./km²       | 89331      | 89520        |
| Sainte-Colombe-sur-Loing | 197 (2013)     | 14,76      | 13 Einw./km²       | 89340      | 89520        |
| Saints-en-Puisaye        | 597 (2013)     | 27,71      | 22 Einw./km²       | 89367      | 89520        |
| Saint-Sauveur-en-Puisaye | 918 (2013)     | 30,89      | 30 Einw./km²       | 89368      | 89520        |
| Sougères-en-Puisaye      | 329 (2013)     | 26,5       | 12 Einw./km²       | 89400      | 89520        |
| Thury                    | 449 (2013)     | 23,22      | 19 Einw./km²       | 89416      | 89520        |
| Treigny                  | 915 (2013)     | 52,7       | 17 Einw./km²       | 89420      | 89520        |

## Bevölkerungsentwicklung
| 1962 | 1968 | 1975 | 1982 | 1990 | 1999 | 2006 |
| ---- | ---- | ---- | ---- | ---- | ---- | ---- |
| 6701 | 6362 | 5477 | 5218 | 4766 | 4559 | 4705 |